# Fred K. Schaefer
Friedriech (Fred) Kurt Schaefer, né le 7 juillet 1904 à Berlin et mort le 6 juin 1953 à Iowa City, est un géographe germano-américain, considéré comme l'un des pionniers de la révolution quantitative.

## Formation et carrière académique
Schaefer naît dans une famille ouvrière berlinoise et commence comme apprenti-ouvrier métallurgiste entre 1918 et 1921.
Les ouvriers allemands sont alors extrêmement syndiqués et Schaefer n'échappe pas à la règle. En 1921, il rejoint le SPD et devient secrétaire des Jeunes du syndicat des ouvriers, position qu'il occupe jusqu'en 1925. Il reçoit alors la possibilité d'aller étudier au gymnase dont il sort diplômé en 1927 en dépit de graves problèmes financiers. Il entre alors à l'Université allemande de politique où il étudie les sciences politiques et la géographie politique pendant une année.
En 1928, son syndicat lui offre une bourse pour étudier à l'université de Berlin où il se spécialise en économie, géographie économique, géographie politique, mathématiques et statistiques entre 1928 et 1932. Parallèlement à ses études, il est statisticien pour la ville de Berlin et professeur au collège du syndicat.
Alors que le nazisme s'installe en Allemagne, ses convictions politiques le font suspecter de terrorisme et il doit fuir en Angleterre au milieu de l'année 1932.
Il s'installe à Londres où il devient un activiste politique, écrivant de nombreux articles dans le Daily Herald. Il poursuit également ses études à la London School of Economics où il développe ses compétences en mathématiques et statistiques et participe comme statisticien à divers travaux de recherches.
En 1938, suivant l'exemple de Gerhard Seger ou Walter Citrine, il gagne les États-Unis et s'installe d'abord à New York où il travaille pendant l'hiver 1938-1939 dans une caisse d'allocation maladie pour ouvriers.
Au printemps 1939, il quitte New York pour Iowa City. Il s'engage beaucoup contre le nazisme, multipliant les articles dans les journaux locaux et entre à l'université de l'Iowa où les radicaux socialistes sont importants. Il est alors assistant en économie et en géographie.
À la fin de la guerre, Schaefer prend parti pour le système soviétique mais n'est pas tellement suivi par ses collègues. Il est alors surveillé par le FBI et se voit contraint de quitter son poste au printemps 1946.
Il décide alors de délaisser ses activités politiques et journalistiques pour devenir géographe « à plein temps ».
Si ses premiers intérêts sont la géographie politique, sa formation avancée en mathématiques le conduit à étudier les modèles théoriques et il réalise une traduction de l'ouvrage de Lösch, Economics of Location (qui ne sera jamais publiée). Il entretient également une correspondance avec Walter Christaller.
À l'université, Schaefer enseigne notamment la géographie de l'URSS (il lit le russe couramment) avec une approche très théorique, orientée sur les relations spatiales et les modèles de localisation (Von Thünen, Lösch, Hoover, Christaller).
Il fait une première crise cardiaque à l'hiver 1952-1953 et succombe à la seconde le 6 juin 1953.

## Recherches
Fred K. Schaefer est principalement connu pour son article Exceptionalism in Geography: A Methodological Examination, qui pose les fondements d'une approche scientifique de la géographie, une géographie basée sur des lois, contestant l'approche hégémonique de Hartshorne dans la géographie américaine.
Schaefer est mort avant la publication de l'article et n'a jamais pu étoffer ses arguments, ni répondre à la critique qu'en fera Hartshorne quelque temps après. L'article est cependant devenu un point de ralliement de nombreux jeunes géographes économiques qui l'utilisèrent pour mener à bien la révolution scientifique et quantitative en géographie.
On sait également que Schaefer avait deux ouvrages en préparation, les manuscrits ayant été offerts à la Société américaine de géographie par sa femme, l'un étant intitulé Political Geography et l'autre The Nature of Geography (une réponse à l'ouvrage du même nom de Hartshorne).

## Publications
- Schaefer, F. K. (1953). Exceptionalism in geography: a methodological examination. Annals of the Association of American geographers, 43(3), 226-249.
- Schaefer, F. K. (1946). Postwar Geopolitics and Economics. EDUCATION, 67(2), 101-106.
- Schaefer, F. K. (1943). Geography Training a National Handicap. Journal of Business, University of Iowa, 23(4), 9-10.